# Senvion
A Senvion SE foi um dos principais fabricantes de centrais de energia eólica onshore e offshore. A empresa de engenharia mecânica com atividade internacional desenvolve, produz e comercializa centrais de energia eólica para praticamente todo o tipo de locais, com potências nominais de 2,0 a 6,15 megawatts e diâmetros de rotor de 82 a 152 metros.

## História
O grupo nasceu em 2001 com a fusão entre as empresas “Jacobs energy” com HSW (Husum Shipyard) e “pro + pro energy systems” (filial de “aerodyn energiesysteme e Denker & Wulf). As raízes da empresa remontam ao ano de 1994, quando o primeiro sistema auto-sustentado de 500 kilowatts foi apresentado. Nos seguintes anos uma colaboração entre “Jacobs Energie” e “BWU” permitiu desenvolver o anterior sistema para 600 kW.
Anteriormente, a configuração e operação eram realizadas pela empresa “Denker & Wulf”, fundada em Sehestedt no ano de 1995. A continuação do trabalho foi assegurado pela afiliação financeira, levando à fusão das empresas como REpower em 2004.
A Repower começou por produzir a ProTec MD, uma turbina de 1500 kW. Esta turbina foi projetada pela “pro + pro energy systems” e também licenciada juntamente com a “Jacobs Energie”, Nordex, Sudwind, e Fuhrlander. Mais tarde seguiram-se as turbinas com 2 MW, 3 MW e 5 MW.[carece de fontes?]
Em Maio de 2007 a Areva, um dos maiores acionistas, tentou tornar-se sócio maioritário da Repower. Uma série de licitações, ditou que seria Suzlon Energy, a deter a maioria das ações por 1.3 biliões. O acordo foi estruturado de forma à Suzlon adquirir a parte da Martifer (Portugal) que na altura detinha 22%, por 265 Milhões.

A Suzlon fortaleceu a sua posição comprando os restantes 30% das ações da Areva, em Junho de 2008, por mais de 350 Milhões. O investimento da Suzlon até esta altura tinha sido de aproximadamente 1.6 Mil Milhões de Dólares, o que lhe conferia 66% das acções da REpower, o segundo maior investidor era a Martifer. Por fim, a 31 de Março de 2012, a Suzlon Energy passou a deter 100% do capital da REpower.
Em 2014 a REpower passou a chamar-se Senvion.

Senvion, é uma sigla de: “S” sustentabilidade dos seus produtos; “EN” energia; “VI” visão; “ON” que significa em Inglês “ligar”.

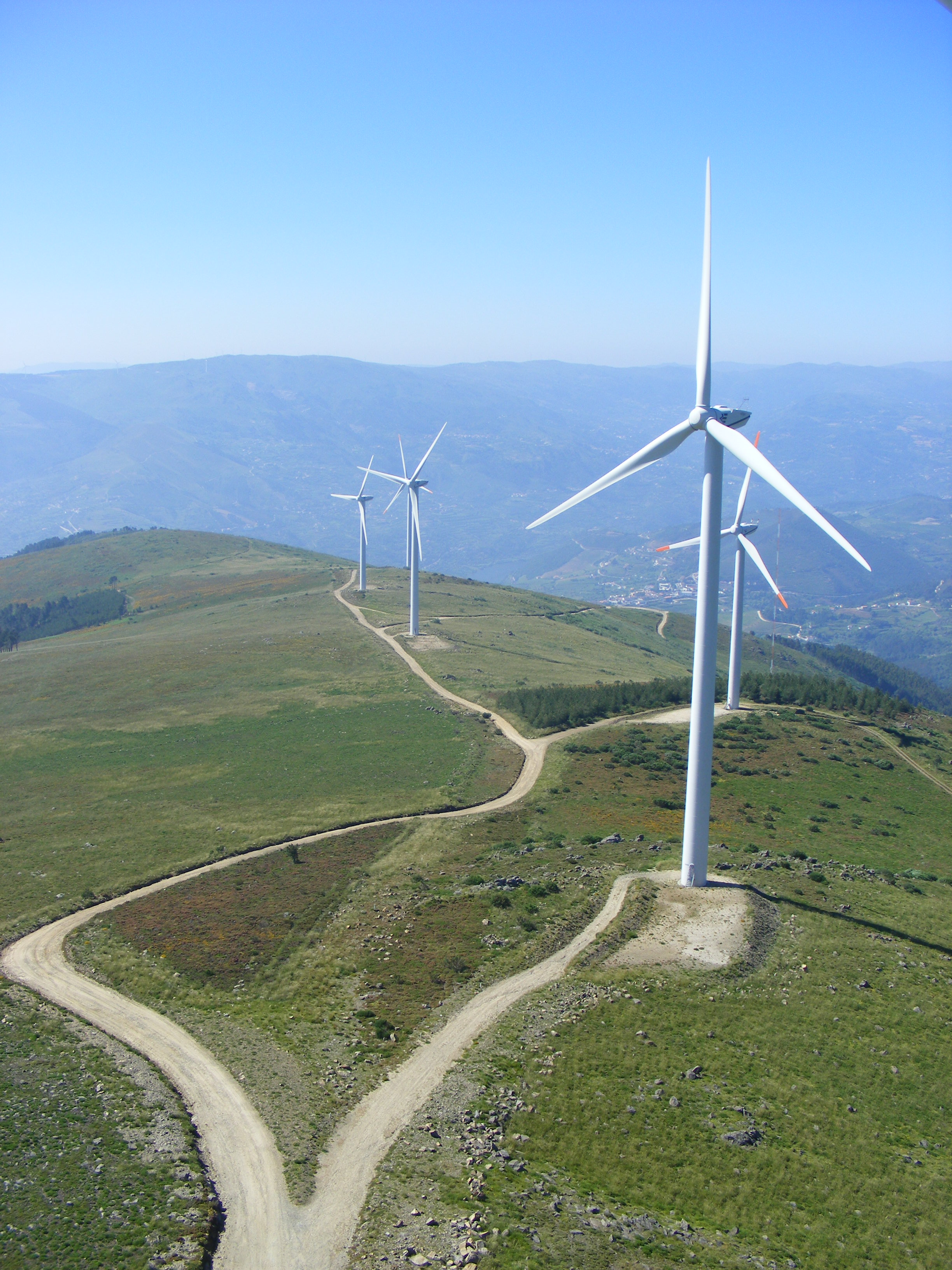
Parque eólico em Teixeiró

## Operações
Actualmente a Senvion está presente nos maiores mercados de energia eólica da Europa: França, Portugal, Itália, Espanha, Grécia e Reino Unido. 

A sua presença na Austrália e Canadá é também muito relevante, onde possui uma cota de mercado relevante.

## Produtos
Os produtos da Senvion estão divididos em três categorias: MM (da numeração romana 2000); 3M (da numeração romana 3 x 1000); 6M (da numeração romana 6 x 1000).

Oferta da gama MM:

-MM82

Rotor com diâmetro de 82 m,

Potência de 2.050 kW

Cut-in Wind speed –  3.5 m/s

Nominal Wind speed – 14.5 m/s

Cut out Wind speed –  25.0 m/s

Certificação – Up to IEC Class IA, up to WZ 4
-MM92

Rotor com diâmetro de 92 m

Potência de 2.050 kW

Cut-in Wind speed – 3.0 m/s

Nominal Wind speed – 12.5 m/s

Cut out Wind speed – 24.0 m/s

Certificação – Up to IEC Class IB, up to WZ 3
-MM100

Rotor com diâmetro de 100 m

Potência de 2.000 kW

Cut-in Wind speed – 3.0 m/s

Nominal Wind speed – 11.0 m/s

Cut out Wind speed – 22.0 m/s

Certificação – IEC Class IIB, WZ 3
Oferta da gama 3M:
-3.4M104

Rotor com diâmetro de 104m;

Área Rotor – 10,207 m2

Potência de 3.400 kW;

Cut-in Wind speed – 3.5 m/s

Nominal Wind speed – 13.5 m/s

Cut out Wind speed – 25.0 m/s

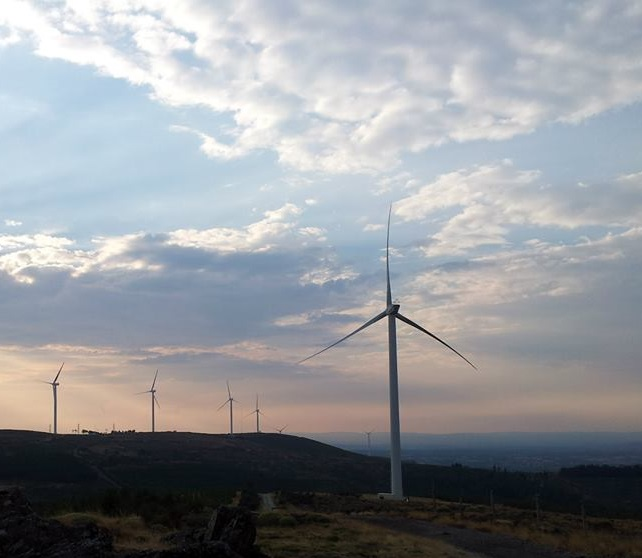
Aerogeradores da Senvion, na Serra Alta, Guarda

Certificação - IEC Class IB/IIA, WZ 4
-3.2M114

Rotor com diâmetro de 114m;

Potência de 3.200 kW;

Cut-in Wind speed – 3.0 m/s

Nominal Wind speed – 12.0 m/s

Cut out Wind speed – 22.0 m/s

Certificação – Up to IEC Class IIA, up to WZ 4
-3.0M122

Rotor com diâmetro de 122m

Potência de 3.000 kW

Cut-in Wind speed – 3.0 m/s

Nominal Wind speed – 11.5 m/s

Cut out Wind speed – 22.0 m/s

Certificação – IEC Class IIIA, WZ 3
Oferta da gama 6M:
-6.2M126

Rotor com diâmetro de 126 m

Potência de 6.150 kW

Cut-in Wind speed – 3.5 m/s

Nominal Wind speed – 14.0 m/s

Cut out Wind speed – 30.0

Certificação – Offshore IEC Class IB/S
-6.2M152

Rotor com diâmetro de 152 m

Potência de 6.150 kW

Cut-in Wind speed – 3.5 m/s

Nominal Wind speed – 11.5 m/s

Cut out Wind speed –  30.0 m/s

Certificação – Offshore IEC Class S

## Senvion em Portugal
Em Portugal, a Senvion conta com unidades industriais, técnicas, logísticas e comerciais. A Senvion Portugal está presente em 5 localizações de Norte a Sul do país. As suas instalações fabris estão situadas em Oliveira de Frades e em Vagos, esta última é uma fábrica de pás cujo volume de exportação ascende a 95 % (2013)

Os centros técnicos e de operação de manutenção estão localizados em Lagos, Torres Vedras e Oliveira de Frades. Diariamente as equipas de manutenção estão encarregues de optimizar a produção de mais de 200 MW instalados em Portugal.

O escritório comercial da Senvion encontra-se no Porto, na zona da Boavista.

## Offshore
O termo Offshore (fora da costa em português) refere-se à construção de parques eólicos em ambientes aquáticos. Esta forma de obtenção de energia elétrica a partir do vento começa cada vez mais utilizada, porque a força do vento é mais possante fora da costa.

A Senvion foi uma das empresas pioneiras nesta tecnologia, o que lhe permitiu acumular grande experiência e eficiência, na construção de turbinas. Para estes pedidos, os produtos mais indicados residem na gama 6.XM, onde, a Senvion intervém desde o design inicial, passando pela construção, montagem, e manutenção.
Actualmente em Portugal a Senvion não tem qualquer turbina instalada em alto-mar. Internacionalmente, a Senvion construiu alguns dos maiores parques de Offshore do mundo.[carece de fontes?]

## Links
- Página internacional
- Página portuguesa